# 最弱技能《果實大師》 ～關於能無限食用技能果實（吃了就會死）這件事～
《最弱技能《果實大師》 ～關於能無限食用技能果實（吃了就會死）這件事～》是由羽生所撰寫的日本輕小說。2020年5月23日開始在成為小說家吧連載。2022年5月起經K Ranobe Books發行實體書，伊勢川輔高擔綱插圖。
改編漫畫由松琴映亞擔任作畫，2021年7月起於網路周刊《水曜日的天狼星》開始連載。2024年6月7日，宣佈將改編為電視動畫，
由旭Production擔任動畫製作，
2025年1月至3月播出。

## 故事簡介
樸實無華的平凡少年萊特，身處在一個由「技能果實」決定一生前途的世界，人類藉由吃下技能果實獲得一生僅有一次的技能。強大戰鬥技能使人青雲直上，賺取高額酬金坐享財富，無用農夫技能則讓人終身困守生產職，在溫飽線上苟延殘喘。萊特吃下技能果實後，獲得「木之實大師」這個雞肋技能，僅能提升木之實的生產能力，對戰鬥毫無助益。與此同時，他的青梅竹馬蕾娜卻獲得「劍聖」技能，被直接送進S級冒險小隊，就此飛黃騰達。萊特心中苦澀卻只能認命，默默種植果樹勉強度日，過著簡樸貧窮的農夫生活。有一日他意外誤食了第二顆技能果實，卻發現自己未毒發身亡，反而獲得「劍神」技能，自此翻轉他的命運，讓他得以轉職為冒險者。原來，木之實大師還具有免疫技能果實毒性的效果，使他能夠無限習得新技能。然而他卻未能善用這個外掛般的作弊技能，平時不積存大量技能，只在危急關頭才倉促吞食技能果實，搏著運氣與強敵殊死搏鬥，最終憑藉新技能險勝對手，這也導致他屢次陷入苦戰卻又善戰，開啟一段充滿激烈戰鬥與運氣拚搏的驚險奇幻物語。

## 登場人物

### 主要角色
萊特·安達伍德（聲：永塚拓馬）
冒險者小隊「未完之輝」的隊長，栽培木之實的前農夫。立志成為一個在歷史上留名的冒險者。個性質樸求實、樂觀進取，自小的夢想就是在歷史上刻下名字。他身處在一個由「技能果實」決定人類一生前途的世界，每個人一生只能吃一次技能果實，如果二度食用必定會中毒身亡。人類藉由吃下技能果實獲得一生僅有一次的技能，強大的戰鬥技能使人青雲直上，賺取高額酬金坐享財富，無用的農夫技能則讓人終身困守生產職，在溫飽線上苟延殘喘。懷抱著偉大夢想的他，卻在吃下聖女授予的技能果實後，獲得了「木之實大師」這個雞肋技能，僅能提升木之實的成長速度及收穫量上升，對戰鬥毫無助益。這技能還只對栽種木之實具有效果，一般蔬菜水果無效。
與此同時，他的青梅竹馬蕾娜卻獲得「劍聖」技能，被直接送進S級冒險小隊，就此飛黃騰達。萊特與蕾娜的差距逐漸越拉越遠，他心中苦澀卻只能認命，默默種植木之實勉強度日。農夫這個職業收入不高，只能依靠大量勞動賺取微薄工資，加上萊特在村長的推卸責任下，他被迫收養孤兒艾拉，多一個人吃飯，也使得他的處境更加艱難，兩人相依為命，過著非常簡樸貧窮的農村生活。實際上，木之實分成兩種，一種為普通食用木之實，無毒性要吃幾個都可以，另一種為技能木之實，又被稱為技能果實，這種木之實具有毒性，每個人一生只能吃一次，若吃第二次則會立刻中毒而死。
有一日他吃了艾拉烹煮的燉菜，不慎誤食了夾雜在菜餚中的技能果實，他忽然想起自己忘記告知艾拉儲放技能果實的位置，不知情的艾拉誤以為那是一般可食用木之實，就加了幾顆到燉菜裡，他本以為自身必然毒發身亡，躺在地上半晌之後，卻意外地發現自己居然沒有死，反而還額外獲得了新的技能「劍神」，讓他得以轉職為冒險者，變成史上第一個擁有兩個技能的人類。原來木之實大師這個技能，竟然還有另外一個被動效果，能夠免受技能果實的毒害，這意謂著他可以無限吃技能果實，獲得無限多的技能，藉由這種天降下來的超神技能，自此翻轉他的命運。
然而他卻未能善用這個外掛般的作弊技能，平時不接連吃果實積存大量技能，厚植自己實力，僅在危急關頭才倉促吞食技能果實，即使他能免疫技能果實的毒害，但短時間內不斷食用技能果實，仍會產生些許副作用，持續幾天胸口異常發熱、伴隨著頭痛，就只見他在每次艱苦戰鬥中，幾乎都要吃著果實，甚至吃到自己身體幾乎忍受不了而無法再吃的程度，只剩乾坤一擲，拚搏運氣與強敵殊死搏鬥，最終才憑藉新技能險勝對手，這也導致他屢次陷入苦戰卻又善戰，其實可以不用贏得如此驚濤駭浪。
木之實大師
一種能提升木之實的成長速度及收穫量上升的技能。一般來說，木之實需等待約一周時間才能成熟採收，經由這個技能的加持下，僅需一天時間就能採收，但對於一般蔬菜水果無效。因此萊特即使當了全職農民，經濟情況依然拮据，勉強在溫飽線上苟活殘喘。
這技能其實還有一種被動效果，能免疫技能果實的毒害，這意謂著萊特可以無限吃技能果實，獲得無限多的技能。這種如外掛般的作弊技能，可遇而不可求。
劍神
當手握著劍時，能大幅增加武器攻擊力與魔法耐性的技能，但無法提升身體的物理防禦力。這技能若與蕾拉的「劍聖」相比，技能威力與攻擊範圍均更勝一籌；劍聖技能則是，技能速度與準確度均棋高一著。
在本作官方設定中，「劍神」與「劍聖」是幾乎同格地位的技能，沒有誰是另一個上位替代的區別。但兩者仍有著些微的差異，劍神偏重力量型，展現著豪快氣魄、威力擊打對手；劍聖則偏重速度型，展現著輕靈飄逸、準確攻擊對手。
武器耐久度上升
武器耐久度上升，能大幅增加武器的耐久度，武器不容易折斷磨損。萊特在面對邪龍這個強敵時，深感自己實力不足無法抗衡，選擇倉促吞食一堆技能果實，此舉猶如在廣大技能卡池中進行著卡牌隨機抽選，當然也有抽到普通雞肋技能的可能性，抽到不滿意技能的機率並不低。
他接連抽到「蟲耐性」（虫耐性）對昆蟲耐性上升，蟲會主動遠離他，避免與他接近、「吸貓者」（猫寄せ）大幅增加自身魅力，吸引貓前來身邊，艾拉曾對此技能表示很羨慕。之後終於在廣大技能卡池裡，撈到這張尚屬不錯的技能卡片。可惜在這場對邪龍的戰鬥裡，他的大劍早已折斷，這技能沒有在此役中派上用場。
睡魔
能召喚出睡魔的技能。此種魔物的翅膀能散播睡眠鱗粉，周圍生物若吸入鱗粉就會陷入睡眠狀態，有效範圍為技能主人身旁三公尺內，生物因而陷入沉睡的睡眠深度，與該生物體型大小和麟粉吸入量多寡有關。睡魔還能作為使魔，常時跟在技能主人身邊，變成如同吉祥物般可愛的存在。
萊特在面對邪龍這個強敵時，邪龍的攻擊力與防禦力均異常之高，讓他的冒險小隊瀕臨團滅，無計可施的他只能選擇吞食一堆技能果實，陸續抽到一堆雞肋技能，完全派不上用場。在萊特感受到自己身體幾乎忍受不了，而無法再吃的程度時，開始進行俗稱「陽壽抽」的絕命一抽，這一抽彷彿耗光了他僅剩的陽壽運氣，終於抽到這張關鍵的技能卡片睡魔，成功使邪龍陷入沉眠，讓萊特一行人得以趁隙逃脫。
火
能點燃手中道具的技能。可以把武器點燃附加火焰屬性，或是將火焰幻化為火焰猛獸，聽從技能主人操控指揮，按命令攻擊對方。
萊特遭逢札姆多這個強敵，擅於操弄雷屬性技能之力，戰鬥技巧十分多樣與強悍，是萊特至今以來遇過的最強敵人，無任何屬性的他深感難以匹敵，只能故技重施，靠著絕命一抽，抽到這張足以逆轉的技能卡片灯火，將自己的武器附加火屬性，在彼此屬性抗衡下，才挽回頹勢，總算成功擊敗對手。
蕾娜·弗洛利亞（聲：Lynn）
冒險者小隊「未完之輝」的成員，萊特的青梅竹馬，S級冒險者隊伍「神聖之劍」的前成員。立志成為一個為群眾平民而戰的冒險者。個性開朗活潑，極為重視人情義理，富有正義感，對於欺凌弱小的行為完全不能忍受。她是萊特從小到大的親密好友，吃下聖女授予的技能果實後，獲得了「劍聖」技能，當手握著劍時，能大幅增加武器攻擊力與魔法耐性，但無法提升身體的物理防禦力。
相比之下，她的青梅竹馬萊特卻獲得「木之實大師」這個雞肋技能，她當場安慰著萊特說道，我也會成為一位農民，讓我們一起朝著大農園的目標前進。沒料到此舉卻激怒了一旁的聖女，被聖女大聲斥責，你在說什麼胡話，擁有劍聖技能的你可是十年難得一見的逸材。隨即被強制送往聖都，強迫加入S級冒險小隊「神聖之劍」，就此與萊特分離。蕾娜展現出十分驚人的戰鬥才華，以不到三個月的時間，就成為史上最快升至S等級的冒險者。
蕾娜的「劍聖」技能和萊特的「劍神」技能，把兩者相互對比，劍聖技能是，技能速度與準確度均更勝一籌；劍神技能則是，技能威力與攻擊範圍均棋高一著。在本作官方設定中，「劍聖」與「劍神」是幾乎同格地位的技能，沒有誰是另一個上位替代的區別。但兩者仍有著些微的差異，劍聖偏重速度型，展現著輕靈飄逸、準確攻擊對手；劍神則偏重力量型，展現著豪快氣魄、威力擊打對手。
蕾娜身處的S級冒險小隊，由於持續討伐大量高等怪，這個隊伍的任務報酬非常多，但隊內的氣氛卻不佳。肇因於隊伍只求高效打倒魔物，隊員的技能卻總是波及四周，對周圍環境造成大量危害，隊伍成員均對此毫無愧疚，非常自以為是。其中態度最為惡劣者，當屬隊長古拉烏斯，他絲毫不在乎，甚至還訕笑被他們技能無辜牽連的廣大平民受害者。在萊特試圖強行將蕾娜從隊伍裡帶走時，他與古拉烏斯發生激烈的決鬥，最終敗於萊特優秀的劍神技能之下。
隨著時間的推移，蕾娜接受萊特的邀請，正式加入了冒險小隊「未完之輝」。趁著萊特打造武器的空檔，她孤身一人前往西之湖都亞希納村，暗中調查德拉提娜與聖女之間的關係，卻在亞爾戈斯引發的亞希納村騷動中，意外解救了一角獸希隆德羅斯的分身。
之後整個城鎮遭遇魔物的大舉侵襲，致使她與德拉提娜短暫聯手對抗敵方，敵方甚至召喚出戰力超強的邪龍，蕾娜一行人雖奮力抵抗卻漸感不支，危急之時她受到神獸希隆德羅斯的能力加護，神獸與她融為一體後，在她背上幻化出一對精靈翅膀，她因此獲得空中移動的能力，最終成功打敗再次出現的邪龍。此役過後，妖精王拜託她帶著希隆德羅斯的分身，讓牠見識這個世界，自此神獸的分身也成為她的使魔，變成如同吉祥物般可愛的存在。
艾拉·勞倫斯（聲：三川華月）
冒險者小隊「未完之輝」的成員，萊特收養的孤兒。立志成為一個品嘗世界各地披薩的冒險者。個性天真爛漫，身形嬌小玲瓏，以頭髮稍微遮住了其中一隻眼睛，非常喜歡吃披薩。她是個孤兒，在村長的推卸責任下，艾拉被交由萊特撫養照顧。
萊特身為一個農夫，原本就經濟拮据，多一個人吃飯，也使得他的處境更加艱難，兩人相依為命，過著非常簡樸貧窮的農村生活。雖然生活條件並不富裕，但艾拉從未抱怨，反而以認真的態度努力工作，展現出堅韌又懂事的一面。她與萊特共同生活，分擔工作與家務，彼此努力維持著日常農村生活。
有一日艾拉特地烹煮了燉菜，犒慰萊特連日在田園工作的辛勞，她卻不曉得技能果實的儲放位置，誤以為是一般可食用木之實，就加了幾顆到燉菜裡，萊特誤食了夾雜在菜餚中的技能果實，在陰錯陽差下，額外獲得了新的技能「劍神」，讓他得以轉職為冒險者。艾拉自己也同樣誤食了燉菜裡的技能果實，因此獲得了「鑑定」技能，能夠分析事物的各種情報。另外，艾拉的鑑定技能並不能鑑定自己，也無法鑑定技能果實，光是藉由鑑定技能果實的外表，也無法事先得知是哪種技能。
艾拉的鑑定技能十分強悍，能夠洞察生物或非生物的所有特性及技能，只要使用這能力後，這些詳細資訊就會全部浮現在她眼裡。對比之下，聖女的鑑定技能卻只能對生物進行，她甚至被認為是聖女鑑定技能的上位技能，比聖女的鑑定技能更為優秀。隨著時間推移才知道，聖女的能力其實為「預知」，只能預知眼前此人的後續行為，藉此推斷出該人的技能為何，對於非生物自然無法預知它的後續行為。
艾拉在戰鬥中扮演著輔助者的角色定位，靠著她的鑑定技能，冷靜分析出敵方陣容的人員技能與相關佈置，找出其中隱藏的弱點，在這個弱點上設法加以攻破，對萊特提供了莫大的戰鬥幫助。但艾拉也有一個缺點，就是毫無戰鬥能力，需要隊伍其他成員的極力保護，敵方也同樣曉得艾拉是重要戰略目標，掌握著自身隊伍勝敗的關鍵，可不能繼續讓艾拉如此分析自己隊伍的弱點，所以艾拉也是最容易成為敵方攻擊的重點對象。
莫妮卡·伯爾斯特（聲：集貝花）
冒險者小隊「未完之輝」的成員，私人工坊「莫妮卡·伯爾斯特」的工坊主。個性調皮淘氣，非常喜歡可愛的事物，年齡稚幼的艾拉剛好投其所好。她具有十分精湛的鍛造工藝技術，在聖都開了一間自己專屬的私人工坊。擁有「超精鍊」技能，能以鐵錘敲打的方式改變金屬外表性質，一般來說，鍛造需要經過加熱、延展等多道工序，但藉由這個技能，只需經過一次鐵錘敲打，就能將金屬外表性質隨心所欲地變硬或變軟，這僅是改變金屬的表面性質，不能改變金屬的種類，例如，把鐵變成金。
莫妮卡的鍛造技術完全承襲自她的父親伊瓦爾，早在三年前就開始在父親的工坊裡學藝。但是在半年前發生一起強盜事件，有個惡徒襲擊了她的祖母，並且拿著武器將其殺害，那把劍的劍身刻著她工坊的印章銘文。自此以後，莫妮卡就被罪惡感所折磨，認為是自己的工藝作品間接害死了祖母，這份精神創傷也成為她的心魔，使得她無法再繼續打造武器。在祖母過世後，莫妮卡對於父親仍繼續鍛造武器深感不滿，自己主動離開了原本工坊，獨自開了一間私人專屬工坊，只打造一般生活類鐵製工具。
在札姆多踹門鬧場的騷動中，她被萊特捨己為人的精神所感動，特地為其打造了一把堅韌的大劍，可以承受萊特新取得技能灯火的點燃，在這把劍的幫助下，使得萊特順利擊敗敵手札姆多，但劍最終仍舊斷掉。此役過後，莫妮卡重新打造了一把大劍給萊特，將其命名為荷姆拉。她因此加入了萊特的冒險小隊，以武器支援者的身份，跟著他一起四處冒險。
德拉提娜·貝爾倍利（聲：關根明良）
謎之隊伍「闇之衝擊」的成員，名門貝爾倍利家的千金。個性高慢驕恣，出身於名門貝爾倍利家，在西之湖都亞希納村，她們家是事業有成的貿易商家族。擁有「死靈操作」技能，能操控死靈系的魔物，如果操作對象持有技能，還能順帶操縱牠使用這些技能。只要德拉提娜力有所及，能應付過來的話，她也可以同時對著大量複數魔物下達攻擊命令。
德拉提娜原本是一個熱愛跳舞的純真少女，在年僅六歲稚齡，就被聖女授予技能果實，因而獲得技能死靈操作。巧合的是，在她獲得技能的同一時期，家道開始中落，不僅原本家業倒閉，她的母親也因急病去世，不幸接二連三襲來，街上開始流傳著她們家是「被詛咒的家庭」的謠言。
德拉提娜的父親也聽信了這個說法，認為家族面臨這一連串的不幸，全是因為她的忌諱技能所導致，就將她趕出家門，強迫她遷往遠處別邸一個人單獨居住，並且收養了一個養子來取代她的家庭地位。自此之後，她就被是視為不祥的存在，受到亞希納村的街上所有居民排擠，只要提到她名字就避之惟恐不及。就在此時，聖女是唯一仍關照著她的人，是她僅存可以依賴的後盾，她也因此與聖女維持著深厚的信賴關係。
她受到某個謎之人物的命令，指示殺掉萊特一行人，更為此提前在伯爵宅邸二樓舞踏室裡佈置埋伏，耐心地等待萊特的冒險隊伍前來。她所處的謎之隊伍闇之衝擊也是十分神秘的特務部隊，負責執行暗殺、綁架等特殊任務。德拉提娜有個缺點，似乎非常不擅長應付超乎自己意料之外的情況。

### 公會幹部關係者
聖女（聲：大原沙耶香）
監察局的主席監察官。聖都冒險者公會的經營制度為，公會會長下轄四個局的組織體制，其中，監察局負責冒險者的技能、等級、冒險隊伍的狀況掌握、及公會的整體秩序維持。監察局能對公會所有部門進行監督及下達處份，主席監察官是實質上擁有與公會會長同等權限的人。
聖女個性嚴厲苛刻，身穿修道院的修女服飾，左眼佩戴單片眼鏡，碧綠的眼眸透露著威嚴。擁有「鑑定」技能，能判斷眼前此人獲得了哪種技能。她定期在所屬教會裡舉行授予儀式，負責提供年輕男女技能果實，每年約有1000人從她手中獲得了果實。受贈者吃下技能果實後，聖女會立刻開始進行鑑定，隨即提供相關資訊，透露該人獲得了哪種技能。
聖女對於尋找戰鬥類技能的持有者，似乎有著異常執著，受贈果實者一旦獲得某種戰鬥技能，立即展現出極端興奮的樣貌，甚至激動到滔滔不絕地講述其價值。然而，對那些獲得非戰鬥類技能的人，則表現出明顯的冷漠輕視態度，讓人頓時感受到人情冷暖，也顯露了她非常勢利的一面。
聖女是一個謎之人物，隨著時間推移才知道，聖女的能力其實為「預知」，只能預知眼前此人的後續行為，藉此推斷出該人的技能為何，對於非生物自然無法預知它的後續行為。聖女身邊的隨從似乎有著干擾鑑定的能力，艾拉曾嘗試對聖女進行鑑定，卻什麼都看不見，彷彿被她身旁某種力量妨礙著。聖女也刻意隱瞞著與特定人士之間的關係，曾被詢問是否曾授予德拉提娜技能果實，卻被她以含糊言詞帶過。
聖女的種族似乎為精靈族，在亞希納村招喚出暗龍的敵方首領亞爾戈斯，根據他的言詞，曾提及聖女與他是同族，她的耳朵貌似被修女頭飾遮掩住，才無法看出精靈耳型尖長的特徵。她對於擁有劍聖技能的蕾娜有著莫名的堅持，使盡陰謀詭計就是想令蕾娜重回原本小隊。至於為何如此異常執著，她的動機及目的為本作其中一個未解的謎團。
在萊特出國的前一天晚上，遭到蕾娜毒殺。
挪亞（聲：榊原優希）
聖女的親信。似乎有著干擾鑑定的能力，艾拉曾嘗試對聖女進行鑑定，卻什麼都看不見，彷彿被聖女身旁某種力量妨礙著。
花帽子（聲：加隈亞衣）
調查局的主席調查官。聖都冒險者公會的經營制度為，公會會長下轄四個局的組織體制，其中，調查局負責魔物的生態、分佈、及地形調查。擁有「書物閱覽」技能，只要能知道目標的切確位置，就可窺探此目標所有書寫在紙上的所有資訊，無論內容為何，只要書面記載過的資訊皆可一覽無遺。
花帽子還能使用禁術魔法，在聖都地下的禁書庫裡，深藏著48本禁斷秘術書，因為過於危險被長期封印著，她卻能使用技能窺視全部48本秘術書，這些禁術魔法均被她學全了。在亞爾戈斯引發的亞希納村騷動中，她使用這些強力的禁術魔法與敵手進行對抗。
尤安
主席調查官花帽子的親信。負責輔助主席調查官花帽子進行案件偵查。擁有「藤蔓」技能，能操控藤蔓植物，把目標對象綑綁拘束起來。
虎髭（聲：寶龜克壽）
保安局的主席保安官。聖都冒險者公會的經營制度為，公會會長下轄四個局的組織體制，其中，保安局負責聖都與周邊地區的治安維持。擁有「大氣掌握」技能，能操控空氣，把空氣凝縮成如同鎖鏈般，藉此綑綁拘束目標對象。
墓守（聲：子安武人）
財務局的主席財務官。聖都冒險者公會的經營制度為，公會會長下轄四個局的組織體制，其中，財務局負責任務委託的報酬管理、及整個公會的財政審查。深具金錢觀念，任何事物在他眼裡，都能化成等值的金錢數量，並依此向對方徵歛罰金。

### 冒險者
吉恩
隸屬於某個無名冒險者小隊。個性卑劣無禮，曾與萊特在街道上發生衝突，故意撞到他卻不道歉，甚至在萊特背後暗施突襲，忽然朝他砍了一劍，所幸被萊特卓越的劍神技能及時拔劍擋下。之後他的冒險小隊在原野遭遇巨大獸人歐克，萊特眼見他的隊伍太弱不敵，特地趕來救援他們，他卻歹念橫生把歐克的敵視仇恨值，故意轉嫁到萊特身上，自己趁隙脫逃。
古拉烏斯·亞德爾貝特
S級冒險者隊伍「神聖之劍」的隊長，這是一個由聖女自行決定成員的冒險者隊伍。個性倨傲鮮腆，擁有「神速」技能，能以非常快的速度，忽然縮短與對手的距離，讓對方措手不及而遭到斬擊。由於持續討伐大量高等怪，這個隊伍的任務報酬非常多，但隊內的氣氛卻不佳。肇因於隊伍只求高效打倒魔物，隊員的技能卻總是波及四周，對周圍環境造成大量危害，隊伍成員均對此毫無愧疚，非常自以為是。
其中態度最為惡劣者，當屬隊長古拉烏斯，他絲毫不在乎，甚至還說出，你會因為怕踩到路上蟲子而特別小心走路嗎，這類的嘲諷言論。在萊特試圖強行將蕾娜從隊伍裡帶走時，古拉烏斯與他進行一對一決鬥，最終敗於萊特優秀的劍神技能之下。
艾利克
S級冒險者隊伍「神聖之劍」的成員，這是一個由聖女自行決定成員的冒險者隊伍。擁有「豪腕」技能。行事魯莽缺乏責任感，在戰鬥中只專注於討伐魔物，完全不在意對周圍環境的影響，對周邊的居民和整個地區造成損害。
賽利姆
S級冒險者隊伍「神聖之劍」的成員，這是一個由聖女自行決定成員的冒險者隊伍。擁有「猛火」技能。行事魯莽缺乏責任感，在戰鬥中毫無節制地使用自己的技能，導致周圍環境被焚燒殆盡，對當地居民造成極大的災損。
蒙提斯
某個伯爵貴族。坐擁一座富麗堂皇的伯爵宅邸。蒙提斯在30年前以冒險者的身份發跡致富，擁有「召喚」技能，能不斷召喚魔物，甚至能招喚最上位的魔族「邪龍」，鑒於這個技能實在太過強大，更被外界稱頌為英雄技能，名聲顯赫一時。卻因此受到聖都政府的忌憚與畏懼，唆使冒險者公會以魔物分佈調查的名義，不斷派遣肅清部隊進入宅邸試圖暗殺伯爵，伯爵被這些刺客逼到進退無路，絕望的他最終選擇同歸於盡，把自己也變成不死魔族。
由於聖都政府和冒險者公會的特意操弄，持續發佈冒險任務，讓大批冒險者進入宅邸探險，導致這些人全部被團滅，紛紛變成了不死魔物，至今計有18名冒險者在此處下落不明。當萊特一行人闖入伯爵宅邸後，蒙提斯早已變成不死魔物，遭到德拉提娜的死靈技能所操控，持續召喚著魔物供她役使。
起初蒙提斯先召喚出靈魂收割者，這個死神魔物是伯爵宅邸陷入一團渾沌的始作俑者，牠的鐮刀能將所劃過的所有生物全部變成不死族，死神除了讓伯爵變成不死者，之後逐漸擴大不死魔物的蔓延範圍，陸續將進入宅邸探險的大批冒險者，全部變成不死系。萊特一行人鑒於劍神技能為萊特提供卓越戰鬥能力，再加上鑑定技能讓艾拉識破敵方陣營的破綻，在兩人通力合作之下，最終成功清除了伯爵與宅邸內一眾不死魔物。
波爾克
在伯爵宅邸失蹤的18名冒險者之一。是一位豐富經驗的冒險者，具有一定程度的戰鬥實力。擁有「鉤爪」技能，指甲可以自由延長，並且硬化成如同堅硬刀刃，還能大幅增加臂力。作為冒險者前輩，對於後進蕾拉有著提攜之恩，曾在她遭遇不順遂時，對她提點一二。他在伯爵宅邸裡被團滅後，變成了不死魔物，遭到德拉提娜的死靈技能所操控。當蕾拉一行人闖入伯爵宅邸後，他使用原本技能猛烈地攻擊著蕾拉，戰鬥過程中曾短暫靈魂現身，拜託蕾拉動手讓他脫離痛苦，事情該作就作，不用覺得愧疚，最後蕾拉揮淚將他了結。
希耶拉
在伯爵宅邸失蹤的18名冒險者之一。是一位豐富經驗的冒險者，具有一定程度的戰鬥實力。擁有「鏡擊」技能，能創造出一個與己身完全對稱的鏡像分身，本體和分身會一起分進合擊，同時攻擊對手。作為冒險者前輩，曾提攜後進蕾拉，在她遭遇不順遂時，對她支持鼓勵。她在伯爵宅邸裡被團滅後，變成了不死魔物，遭到德拉提娜的死靈技能所操控。當蕾拉一行人闖入伯爵宅邸後，她使用原本技能猛烈地攻擊著蕾拉，戰鬥過程中曾短暫靈魂現身，訴說她的旅程已經到此為止，夢的延續就交給你了，最後蕾拉揮淚將她了結。
席格妮·捷爾德魯（聲：永濑安奈）
監察局所屬S等級的獨立冒險者。被聖女親自指派，作為萊特一行人的監察局監督者。由於萊特受到聖女威脅，要把冒險者公會裡他的冒險小隊登錄抹除，作為交換，萊特必須討伐魔物捷巴沃克，這是一種超巨大食蟲植物，不管人或魔物均能瞬間一口吞下，且具有短距離的飛行能力。為了防止萊特的冒險小隊發生舞弊情形，席格妮負責監視著他們的一舉一動。

### 伯爾斯特工坊關係者
伊瓦爾·伯爾斯特
知名鍛造工坊「伯爾斯特」的工坊主，莫妮卡的父親。他在聖都職人街開了一間武器工坊，具有卓越的鍛造技巧、及精緻的雕刻工藝，所製造的產品深受廣大冒險者的喜愛。由於這間鍛造工坊極具盛名，坊間對於這家店出產的工藝產品，有著極大的需求量，這也使得店內的生意非常熱絡，工坊的製作檔期幾乎排滿。萊特曾請求他的工坊幫忙打造大劍，被以訂單已排到半年後為理由加以婉拒。
凱恩
知名鍛造工坊「伯爾斯特」的學徒。在工坊裡接受鍛造技術的磨練與培養，致力提升自己的鍛治實力。由於萊特一行人在聖都受到廣泛地注目與討論，他對萊特懷抱著憧憬，是萊特的忠實愛好者。
賽莉卡
莫妮卡的母親。鍛造工坊「伯爾斯特」是住商混和型建物，正門是店舖及工坊，後院則是自宅住所及員工宿舍，她負責照顧整個工坊10餘人的生活起居、衣物洗濯、飲食料理。

### 黑鳥商會
札姆多
黑鳥商會的代表。個性卑鄙惡劣，具有成為S等級冒險者的雄厚實力，是伊瓦爾鍛造工坊的重要商務顧客，委託工坊製作大量武器。擁有「召雷」技能，能將雷電聚集在身上，隨之放射出來，還可以使雷屬性之力轉換成多種型式，把雷屬性力量壓縮在一起賦予硬度，幻化成雷刃、雷鎧甲、雷之盾、雷導電球、雷豹、麻痺雷擊，各種進階運用應有盡有。
札姆多屢次以綁架伊瓦爾女兒莫妮卡為要脅，逼迫對方幫忙打造武器。他知悉萊特與聖女之間的紛爭，為了跟聖女邀功領賞，脅持了莫妮卡，在地下競技場佈設陷阱，等待萊特自投羅網，卻被萊特使用睡魔技能巧妙破解。隔日他尋仇而來，主動登門造訪，瞬間搗毀工坊大量周邊設施，隨即與萊特展開一場激烈爭鬥。
札姆多無論是技能還是體術，各方面的戰鬥能力均十分優秀，是萊特至今以來遇過的最強敵手。深感不敵的萊特，只能靠著拚運氣的方式，臨時吃下技能果實，取得足以逆轉的關鍵技能灯火，將自己武器附加火屬性，在彼此屬性抗衡下，才挽回頹勢，總算成功擊敗他。
塔克
黑鳥商會的隨從，札姆多的部下。黑鳥商會其實是一個黑道類型組織，以武器商人的名義為門面掩飾，塔克負責執行札姆多的命令，作一些見不得人的圍事髒活。脅持了莫妮卡後，他打算長期壓榨她，為他們組織打造武器。

### 其他人士
亞爾戈斯
謎之敵方人物。種族為精靈族，在西之湖都亞希納村造成一連串的騷動，他妨礙了盛大祭典「妖精祭」的舉行，原本應該保護村莊的湖中聖石，具有結界可以免受魔物侵擾的效果，亞爾戈斯使用原古護符石的力量，逆轉聖石屬性改為吸引魔物前來，使得魔物大舉入侵破壞村莊街道，造成許多民眾傷亡，不得已的蕾娜只好破壞聖石，阻止魔物的持續侵擾。
不服輸的亞爾戈斯，使出最後手段召喚出邪龍，讓蕾娜一行人陷入苦戰，甚至將靈魂憑依到這條龍上，操縱著龍四處肆虐，所幸及時出現了神獸希隆德羅斯，與蕾娜融為一體後，在她背上幻化出一對精靈翅膀，讓她因此獲得空中移動的能力，最終才得以打敗再次出現的邪龍。
歐貝爾
遠古的妖精王。千年前妖精王保護了西之湖，經過無數犧牲，妖精族才勉強戰勝魔族，使亞希納村自此免受魔物的侵襲。在蕾娜一行人結束與暗龍的戰鬥後，歐貝爾以思念體的狀態出身在眾人面前講話，述說一角獸希隆德羅斯是他的眷屬，希望蕾娜能帶著希隆德羅斯的分身見識這個世界。

## 用語設定
木之實
是一種綠色果皮外表、紫色橢圓形斑點的果實。木之實分成兩種，一種為普通食用木之實，無毒性要吃幾個都可以，另一種為技能木之實，又被稱為技能果實，這種木之實具有毒性，每個人一生只能吃一次，若吃第二次則會立刻中毒而死。
食用技能果實後，可以獲得一生僅有一次的技能。但仍會產生些許副作用，持續幾天胸口異常發熱、伴隨著頭痛。
技能果實的生理機制轉換
本作的技能果實是採取「技能早已內含在果實裡」的設定，每個技能果實均早已內含著某種技能在其中，至於到底是內含哪個技能，即使藉由「鑑定」技能，僅鑑定果實外表，也無法事先得知。必須等某人實際吃下那顆技能果實，在人體內部發生反應後，這時才能靠著鑑定該人外表，來判斷他究竟是獲得哪種技能。
本作並非採取「技能果實僅為觸發劑」的設定，此種設定為果實本身不帶任何技能，食用後僅具有觸發技能生成的效果，某人吃下任一技能果實後，在人體內部隨機生成某種技能。

## 出版書籍

### 輕小說
| 冊數 | 講談社        | 講談社                 |
| 冊數 | 發售日期      | ISBN                   |
| ---- | ------------- | ---------------------- |
| 1    | 2022年5月2日  | ISBN 978-4-06-528057-7 |
| 2    | 2025年2月28日 | ISBN 978-4-06-538967-6 |

### 漫畫
| 冊數 | 講談社        | 講談社                 |
| 冊數 | 發售日期      | ISBN                   |
| ---- | ------------- | ---------------------- |
| 1    | 2021年11月9日 | ISBN 978-4-06-525960-3 |
| 2    | 2022年2月9日  | ISBN 978-4-06-527089-9 |
| 3    | 2022年6月9日  | ISBN 978-4-06-528364-6 |
| 4    | 2022年11月9日 | ISBN 978-4-06-529832-9 |
| 5    | 2023年7月7日  | ISBN 978-4-06-531303-9 |
| 6    | 2024年6月7日  | ISBN 978-4-06-535075-1 |
| 7    | 2025年3月7日  | ISBN 978-4-06-538354-4 |

## 電視動畫

### 製作人員
- 原作：羽生
- 原作漫畫：伊勢川輔高（作畫）
- 導演：木村隆一
- 系列構成：市川十億衛門
- 角色設計：宮谷里沙、大滝那佳
- 色彩設計：齊藤麻記
- 美術監督：平良亞梨沙
- 美術設計：外谷惠美
- 攝影監督：何文馨
- 音響監督：田中亮
- 音樂：Selin
- 動畫製作：旭Production

### 主題曲
片頭曲
主唱：亞里歐、雪花菈米，作詞、作曲、編曲：。
片尾曲そんな僕らの冒険譚！
主唱：TrySail，作詞：松井洋平，作曲、編曲：EFFY。

### 各話列表
| 話數   | 標題           | 劇本         | 分鏡          | 演出              | 作畫監督 | 總作畫監督        | 首播日期      |
| ------ | -------------- | ------------ | ------------- | ----------------- | --- | ----------------- | ------------- |
| 第1話  | 唯一的素材     | 市川十億衛門 | 木村隆一      | 木村隆一          | 大野勉 南伸一郎 藤井文乃 富山大輔 佐藤惠美 島崎克實 重松佐和子 Laplace動畫                                                                                 | 大瀧那佳 加藤真人 | 2025年 1月7日 |
| 第2話  | 不全面的萊特   | 篠塚智子     | 木村隆一      | 山內東生雄        | 服部真澄 久保山陽子 飯飼一幸 高橋公平 田中好浩 鑫月 Laplace動畫                                                                                            | 大瀧那佳 加藤真人 | 1月14日       |
| 第3話  | 死靈的妖城     | 望月清一郎   | 中山岳洋      | 神谷秋            | 藤井文乃 櫻井木之實 松下純子 松下清志 富山大輔 南伸一郎 木村行隆 Laplace動畫 STUDIO CL 株式會社十文字                                                      | 大瀧那佳 加藤真人 | 1月21日       |
| 第4話  | 禁忌的能力     | 市川十億衛門 | 松浦直紀      | 栗山美秀 小坂春女 | 藤井文乃 永田有香 橋本航平 大野勉 島崎克實 南伸一郎 宍戸久美子 菊永智英 Laplace動畫 光之園動畫 Ritera Pictures                                             | 大瀧那佳 加藤真人 | 1月28日       |
| 第5話  | 波瀾壯闊的舌戰 | 望月清一郎   | 森蒼          | 森蒼              | 佐藤惠美 樋口香住 森蒼 鈴木知里 服部真澄 重松佐和子 宍戸久美子 株式會社十文字 Jumondou Wuxi                                                                | 大瀧那佳          | 2月4日        |
| 第6話  | 傳說中的鍛造師 | 篠塚智子     | 鈴木理人      | 鈴木理人          | 南伸一郎 島崎克實 飯飼一幸 大野勉 富山大輔 佐藤惠美 樋口香住 宍戶久美子 劉軍 謝奎 朱陽 育松動畫製作有限公司                                                | 大瀧那佳 加藤真人 | 2月11日       |
| 第7話  | 雷鳴的野獸     | 市川十億衛門 | 山內東生雄    | 山內東生雄        | 松下純子 佐藤惠美 大野勉 久保山陽子 南伸一郎 上篠修 中弥幸一 劉軍 謝奎 朱陽 龍光 寥家樂人 Jumondou Wuxi 01                                                 | 大瀧那佳          | 2月18日       |
| 第8話  | 不屈的灯火     | 望月清一郎   | 松浦直紀      | 神谷秋            | 藤井文乃 上條修 田中好浩 佐藤惠美 樋田香住 宍戸久美子 刘军 Laplace動畫 謝奎 朱陽 株式會社十字架 服部真澄                                                   | 大瀧那佳 加藤真人 | 2月25日       |
| 第9話  | 湖畔的再會     | 篠塚智子     | 中山岳洋      | 小坂春女          | 富山大輔 重松佐和子 島崎克實 永田有香 林直美 櫻井木之實 上條修 宍戶久美子 佐藤惠美 樋口香住 山崎理璃花 久保山陽子 劉軍 謝奎 朱陽 光之園動畫 STUDIO MASSKET | 大瀧那佳 加藤真人 | 3月4日        |
| 第10話 | 狂亂的漣漪     | 篠塚智子     | 森蒼          | 森蒼              | 樋田香住 島崎克實 橋本航平 森蒼 飯飼一幸 上條修 Laplace動畫 劉軍 謝奎 朱陽 株式會社十文字 Jumondou Wuxi                                                    | 大瀧那佳          | 3月11日       |
| 第11話 | 妖精的祝福     | 望月清一郎   | 鈴木理人      | 鈴木理人          | 藤井文乃 樋田香住 飯飼一幸 上篠修 久保山陽子 大野勉 佐藤惠美 Laplace動畫 劉軍 謝奎 朱陽                                                                    | 大瀧那佳          | 3月18日       |
| 第12話 | 長庚星         | 市川十億衛門 | 森蒼 松浦直紀 | 山內東生雄        | 佐藤惠美 服部真澄 重松佐和子 島崎克實 大野勉 久保山陽子 樋田香住 宍戸久美子 富山大輔 上條修 馮永旭 01 上海炫舟文化傳媒有限公司 Laplace動畫 刘军 谢奎 朱阳  | 大瀧那佳          | 3月25日       |

### 播映平台
| 播放日期             | 播放時間（UTC+9）   | 播放電視台 | 播放地區   | 備註  |
| -------------------- | ------------------- | ---------- | ---------- | ----- |
| 2025年1月7日—3月25日 | 星期二 23:30－00:00 | Tokyo MX   | 東京都     |       |
| 2025年1月8日—3月27日 | 星期三 00:30－1:00  | BS日本     | 日本全域   | [ a ] |
|                      | 星期三 3:00－3:30   | MBS        | 近畿廣域圈 |       |

| 播映地區 | 播映平台    | 播映日期             | 播映時間              | 備註  |
| -------- | ----------- | -------------------- | --------------------- | ----- |
| 部分地區 | Crunchyroll | 2025年1月1日—3月19日 | 星期三 00:15（UTC+8） | [ 8 ] |

### BD
| 卷數 | 發售日期      | 收錄話數      | 規格編號  |
| ---- | ------------- | ------------- | --------- |
| BOX  | 2025年6月25日 | 第1話－第12話 | DMPXA-409 |

## 外部連結
- 小說官方網站（日語）
- 漫畫官方網站（日語）
- 動畫官方網站（日語）
- 電視動畫的X（前Twitter）（日語）